# イヴァン・ステファン
イヴァン・ステファン（ブルガリア語: Иван Стефан、1300年もしくは1301年 - 1373年?）は、第二次ブルガリア帝国の皇帝（ツァール、在位：1330年 - 1331年）。ブルガリア皇帝ミハイル3世シシュマンの子。母のアンナ・ネダ（en:Ana-Neda）はセルビア王ステファン・ウロシュ2世ミルティンの娘にあたり、母方からはアセン家、テルテル家の血筋を受け継いでいた。そのため、イヴァン・ステファンは第二次ブルガリア帝国で皇帝を輩出したアセン家、テルテル家、シシュマン家全ての家系に属する。
1330年の夏、イヴァン・ステファンは叔父ステファン・ウロシュ3世デチャンスキの力を借りてブルガリア皇帝に即位した。1331年にタルノヴォの貴族によって廃位された後、母と共に叔父ベラウルの領地であるニシュに逃亡し、その後ドゥブロヴニクに移動した。しかし、イヴァン・アレクサンダルからの働きかけを受けたステファン・ウロシュ4世ドゥシャンによってドゥブロヴニクを追放され、ナポリで最期を迎えたと考えられている。

## 生涯

### 即位前
1323年にミハイル3世が皇帝に即位した後、イヴァン・ステファンはミハイル3世の共同統治者とされた。翌1324年にミハイル3世がビザンツ（東ローマ帝国）皇帝ミカエル9世の娘テオドラ・パレオロギナと結婚するためにアンナを離縁した時、イヴァン・ステファンは母と兄弟とともに修道院に追放される。
1330年7月28日に起きたヴェルブジュドの戦いの後、セルビア軍に捕らえられたミハイル3世シシュマンは敵陣で没した。8月2日にブルガリアの大貴族（ボヤール）たちはセルビア王ステファン・ウロシュ3世に和平を申し込んだ。ウロシュ3世はムラカ（Mraka、bg）という地でボヤールたちに面会し、イヴァン・ステファンをブルガリアの帝位に就ける条件で和平に同意した。和平の1年後にウロシュ3世はセルビアの貴族によって廃位され、幽閉先のズヴェチャン城で亡くなる。
ムラカでの和平が成立した後、イヴァン・ステファンはアンナとともに首都のタルノヴォに向かった。1300年8月末、タルノヴォに入城したイヴァン・ステファンは貴族たちによって皇帝に擁立された。イヴァン・ステファンは即位時点で既に30代に達していたにもかかわらず、母のアンナと共同統治を行っていたが、その理由については判明していない。

### ビザンツ帝国の侵入
イヴァン・ステファンが即位した後、ミハイル3世の後妻テオドラは子供たちを連れてタルノヴォを離れることを余儀なくされ、コンスタンティノープルの兄弟アンドロニコス3世を頼った。一方、タルノヴォの政変を知ったアンドロニコス3世は会議を開き、セルビアとの休戦と弱体化したブルガリアへの攻撃を決定する。アンドロニコス3世は甥たちの権利の保護を大義名分に掲げ、ブルガリアに侵攻した。
ビザンツ軍はブルガリアの支配下にあったトラキア地方に侵入し、アンヒアロス（現在のポモリエ）、メセンブリア（現在のネセバル）などの黒海沿岸部の都市がビザンツ軍に無血開城をした。

### 廃位、その後
イヴァン・ステファンは叔父のベラウルら少数のブルガリア貴族に支持されたが、大多数の貴族は彼をセルビアの手先と見なして敵対的な姿勢をとった。ビザンツへの反抗に手間取る新皇帝への失望は、1331年3月にラクシン、フィリップら大貴族のクーデターを引き起こした。そして、ロヴェチのデスポット（僭主）・イヴァン・アレクサンダルが新たな皇帝に選出される。
廃位されたイヴァン・ステファンは母と兄弟を連れてベラウルの領地であるニシュに逃れ、同地に1年半留まった。翌1332年にイヴァン・ステファンとアンナはドゥブロヴニクに移り、彼の兄弟のシシュマンはジョチ・ウルスとビザンツに支援を求めるが、成果は得られなかった。ドゥブロブニクに逃れて以降のイヴァン・ステファンの動向について、正確な情報を得ることはできない。
Europäische Stammtafelnの著者Detlev Schwennickeによれば、イヴァン・ステファンは母を伴って南イタリアに行き、ターラント公フィリッポ1世の非嫡出子と結婚したが、子をもうけることはできなかったという。1342年、ビザンツから追われたヨハネス6世カンタクゼノスと行動を共にする。それから20年後、イヴァン・ステファンはシエーナの牢獄に収監され、1373年にナポリで没したと思われる。また、Schwennickeは、彼がナポリではなくSlobitsaで亡くなった可能性も指摘している。